# Scuola dell'arte della medaglia
La Scuola dell'arte della medaglia (in acronimo SAM) è un istituto superiore di alta formazione artistica dell'Istituto Poligrafico e Zecca dello Stato rivolta alla formazione di scultori, incisori, medaglisti e numismatici.
Ha sede a Roma presso il palazzo della Zecca sebbene sia temporaneamente stata spostata nel quartiere Monte Sacro in viale Gottardo, 146 per consentire il restauro del palazzo.

## Storia
La scuola fu fondata presso la Regia Zecca con legge n. 486 del 14 luglio 1907 per volere del "re numismatico" Vittorio Emanuele III con l'obiettivo di formare giovani già esperti nelle arti per la "creazione dell'immagine artistica della moneta". Il primo anno scolastico di attività fu quello 1908-1909 sotto la direzione del medaglista Giuseppe Romagnoli, che vi fu anche primo insegnante di modellatura, mentre l'incarico di professore d'incisione fu affidato al capo incisore della Zecca Luigi Giorgi; il consiglio direttivo fu formato da diverse personalità dell'arte e della cultura tra cui Giulio Monteverde, Corrado Ricci, Adolfo Venturi, Giulio Aristide Sartorio ed Eugenio Maccagnani. La sede fu inizialmente posta presso l'Accademia nazionale di San Luca in via Bonella, in attesa dell'inaugurazione del palazzo della Zecca del rione Esquilino, avvenuta nel 1911.
Nel 1978 la scuola, sotto la direzione di Laura Cretara, è confluita nell'Istituto Poligrafico e Zecca dello Stato.
Gli allievi e gli insegnanti della scuola sono stati coinvolti nel corso degli anni in numerosi progetti particolari tra cui: la realizzazione della replica della statua equestre di Marco Aurelio, esposta dal 1997 in piazza del Campidoglio, il logo del Giubileo del 2000, disegnato nel 1996 dall'allieva Emanuela Rocchi, il monumento al Carabiniere di piazza del Risorgimento e il corredo di gioielli della copia della statua del Bambinello nella basilica di Santa Maria in Aracoeli.

## Struttura
La scuola offre un unico corso di alta formazione triennale rivolto a scultori, incisori ed esperti di medaglistica e numismatica che si articola in circa 4000 ore di formazione teorico-pratica. Il corso è gratuito, a numero chiuso per un massimo di 14 studenti l'anno e vi si accede tramite concorso dopo aver conseguito un diploma presso un istituto superiore.

## Direttori
- Giuseppe Romagnoli (1908-1954)
- Laura Cretara (1976-2004)
- Rosa Maria Villani (2005-2024)
- Daniela Longo (dal 2024)